# Joodse begraafplaats (Bergen op Zoom)
De Joodse begraafplaats ligt aan de Bergsebaan in Bergen op Zoom. Er staan 77 grafstenen. Vanaf 1783 werd de grond gepacht, nadat er in het begin van de 18de eeuw zich weer Joden vestigden in Bergen op Zoom.

## Geschiedenis
Sinds de Middeleeuwen kende Bergen op Zoom al Joodse inwoners, maar deze werden, zoals op veel plaatsen, allemaal verdreven. Voordat Bergen op Zoom een eigen begraafplaats kreeg, werd de Joodse begraafplaats van Oudenbosch gebruikt.
In 1809 werd op de begraafplaats een beheerderswoning gebouwd. De begraafplaats viel nogal eens ten prooi aan grafschenners. Om het moeilijker te maken de begraafplaats te betreden, werd in 1836 een sloot aangelegd. Het beheerdershuis verkeerde in 1839 in een vervallen staat en in 1841 werd daarom een nieuw huis gebouwd. Dit huis, alsmede de synagoge, kregen in 1896 een grote renovatie.
Halverwege de Tweede Wereldoorlog werd de begraafplaats verplicht verkocht aan de bezetter. Ze kwam ongeschonden de oorlog door en kon in 1947 worden teruggekocht. De Joodse gemeenschap was echter te klein geworden. In 1958 werd de Joodse gemeente van Bergen op Zoom opgeheven en bij Tilburg gevoegd. Negen jaar later volgde een herindeling, waarna Bergen op Zoom onder Breda viel.
De begraafplaats is nog in gebruik voor Belgische Joden, met name uit de provincie Antwerpen. Omdat er in België geen garantie kan worden gegeven tot een eeuwige grafrust (wat voor de Joden een absolute eis is), kiezen zij er voor om zich in Nederland te laten begraven. Vaak wordt gekozen voor de begraafplaats in Bergen op Zoom, de Joodse begraafplaatsen van het naburige Putte en de Joodse begraafplaats van het Limburgse Eijsden.
De registers noemen meer dan 195 begravenen, terwijl er slechts 77 grafstenen bewaard zijn gebleven. Zoals de meeste Joodse begraafplaatsen in Nederland is de Joodse begraafplaats van Bergen op Zoom eigendom van het NIK, maar is het beheer in handen van de plaatselijke overheid.